# Parlement du Bangsamoro
Parlement intérimaire
Shariff Kabunsuan Cultural Complex (en)
Le Parlement de Bangsamoro est la législature de Bangsamoro, une région autonome des Philippines. Il est actuellement dirigé par l'Autorité de transition de Bangsamoro, un organe directeur régional intérimaire. La session inaugurale du parlement a eu lieu le 29 mars 2019 tandis que sa première session ordinaire devrait avoir lieu en 2022.

## Histoire
Le premier Parlement de Bangsamoro est une législature intérimaire dirigée par l'Autorité de transition de Bangsamoro (Bangsamoro Transition Authority) (BTA). Le premier groupe de membres de la BTA a prêté serment le 22 février 2019  L'abolition effective de la région autonome précurseur, la région autonome de Mindanao musulmane (ARMM) a eu lieu à la suite du transfert officiel de l'ARMM vers la région autonome de Bangsamoro survenu le 26 février 2019 
Le Parlement provisoire de Bangsamoro a tenu sa première session inaugurale le 29 mars 2019 et a adopté quatre résolutions, dont deux concernaient le budget de la région de Bangsamoro. Le parlement intérimaire a repris ses travaux près d'un mois plus tard, le 22 avril 2019. Pendant trois jours, le Parlement travaillera sur l'ordre du jour concernant « l'adoption du règlement intérieur, l'organisation des commissions et le rapport initial de ceux assignés sur les différents codes et certaines autres questions à présenter ».

## Composition
Conformément à la loi, le corps législatif devrait être composé d'au moins 80 membres,, qui à leur tour sont dirigés par le Président du Parlement, qui a été nommé parmi les membres du corps législatif.
Le parlement actuel se compose de 75 membres réguliers et 23 fonctionnaires électifs de la défunte Région autonome de Mindanao musulmane. Pangalian Balindong est le président du Parlement avec Hatimil Hassan comme son adjoint. Lanang Ali Jr. est le chef de la majorité et Laisa Alamia est le chef de la minorité. Roby Angkal est secrétaire général tandis que Dan Dimakenal est sergent d'armes.
40% des sièges au Parlement sont attribués à des représentants des districts parlementaires de Bangsamoro. Bien que les districts doivent encore être constitués. Les districts parlementaires de Bangsamoro existeront indépendamment des districts législatifs utilisés pour déterminer la représentation à la Chambre nationale des représentants.
Il existe également des dispositions légales pour dissuader les membres du parlement de changer d'allégeance aux partis politiques. Changer l'appartenance à un parti politique pendant la durée du mandat d'un membre du Parlement signifie la déchéance du siège. Le changement d'affiliation dans les six mois précédant les élections parlementaires rend la personne inéligible en tant que candidat d'un parti politique souhaitant être représenté au Parlement.